# Open Rouen Métropole 2024
L'Open Rouen Métropole 2024, chiamato anche Open Capfinances Rouen Métropole per motivi di sponsorizzazione, è stato un torneo di tennis femminile giocato per la prima volta sui campi in terra rossa al coperto. È stata la 3ª edizione del torneo, la prima facente parte della categoria WTA 250 (aumentando di livello dopo le prime due edizioni erano di categoria WTA 125) nell'ambito del WTA Tour 2024. Il torneo si è giocato al Kindarena Sports Complex di Rouen in Francia dal 15 al 21 aprile 2024.

## Partecipanti al singolare

### Teste di serie
| Nazionalità | Giocatrice               | Ranking* | Testa di serie |
| ----------- | ------------------------ | -------- | -------------- |
|             | Anastasija Pavljučenkova | 22       | 1              |
| Francia     | Caroline Garcia          | 23       | 2              |
| Ucraina     | Anhelina Kalinina        | 32       | 3              |
| Cina        | Yuan Yue                 | 38       | 4              |
|             | Mirra Andreeva           | 39       | 5              |
| Stati Uniti | Sloane Stephens          | 40       | 6              |
| Francia     | Clara Burel              | 44       | 7              |
|             | Anna Blinkova            | 45       | 8              |

* Ranking all'8 aprile 2024.

### Altre partecipanti
Le seguenti giocatrici hanno ricevuto una wild card per il tabellone principale:
- Elsa Jacquemot
- Naomi Ōsaka
- Alice Robbe

Le seguenti giocatrici sono passate dalle qualificazioni:

- Fiona Ferro
- Polina Kudermetova
- Robin Montgomery
- Elena-Gabriela Ruse
- Natalija Stevanović
- Katarina Zavac'ka

### Ritiri
Prima del torneo
- Marie Bouzková → sostituita da  Anna Karolína Schmiedlová
- Lucia Bronzetti → sostituita da  Nao Hibino
- Sofia Kenin → sostituita da  Mayar Sherif
- Petra Martić → sostituita da  Nadia Podoroska
- Sara Sorribes Tormo → sostituita da  Varvara Gracheva
- Zhu Lin → sostituita da  Viktorija Tomova

## Partecipanti al doppio

### Teste di serie
| Nazione  | Giocatrice         | Nazione | Giocatrice           | Ranking* | Seed |
| -------- | ------------------ | ------- | -------------------- | -------- | ---- |
| Giappone | Miyu Katō          | Romania | Monica Niculescu     | 76       | 1    |
| Ungheria | Tímea Babos        |         | Irina Chromačëva     | 125      | 2    |
| Italia   | Angelica Moratelli | Italia  | Camilla Rosatello    | 149      | 3    |
|          | Lidzija Marozava   | Belgio  | Kimberley Zimmermann | 154      | 4    |

* Ranking all'8 aprile 2024.

### Altre partecipanti
La seguente coppia di giocatrici ha ricevuto una wild card per il tabellone principale:
- Alizé Cornet /  Fiona Ferro

## Punti
| Evento    | V   | F   | SF | QF | 2T   | 1T | Q    | Q2   | Q1   |
| Singolare | 250 | 163 | 98 | 54 | 30   | 1  | 18   | 12   | 1    |
| Doppio    | 250 | 163 | 98 | 54 | N.D. | 1  | N.D. | N.D. | N.D. |

## Montepremi
| Evento    | V        | F        | SF       | QF      | 2T      | 1T      | Q2      | Q1      |
| Singolare | 30 650 € | 18 110 € | 10 100 € | 5 750 € | 3 512 € | 2 512 € | 1 860 € | 1 200 € |
| Doppio*   | 11 150 € | 6 270 €  | 3 600 €  | 2 150 € | N.D.    | 1 652 € | N.D.    | N.D.    |

* per team

## Campionesse

### Singolare
Sloane Stephens ha sconfitto in finale  Magda Linette con il punteggio di 6-1, 2-6, 6-2.
- É l'ottavo titolo in carriera per Stephens, il primo della stagione dopo due anni.

### Doppio
Tímea Babos /  Irina Chromačëva hanno sconfitto in finale  Naiktha Bains /  Maia Lumsden con il punteggio di 6-3, 6-4.